# Zdeňka Havlíčková
Zdeňka Havlíčková (23. prosince 1848 Praha-Staré Město – 20. září 1872 Německý Brod) byla jediné dítě Karla Havlíčka Borovského a jeho ženy Julie. V roce 1856 se stala úplným sirotkem; byla nazývána „dcera národa“.

## Deportace Karla Havlíčka
Když byl Zdeňčinu otci Karlu Havlíčkovi Borovskému zakázán pobyt v Praze, přestěhoval se v dubnu 1850 do Kutné Hory. Zdeňka v Kutné Hoře přestála choleru. V srpnu 1851 se rodina odstěhovala z Kutné Hory do Německého (nyní Havlíčkova) Brodu. Odtud byl Havlíček v noci z 15. na 16. prosince 1851 odvezen do vyhnanství v Brixenu.
Zdeňčina matka Julie se odstěhovala s tříletou dcerkou z Brodu k sestře Adéle Jarošové do Prahy. V dubnu 1852 získala povolení k odjezdu za manželem.

## Brixen a Havlíčkovy výchovné metody

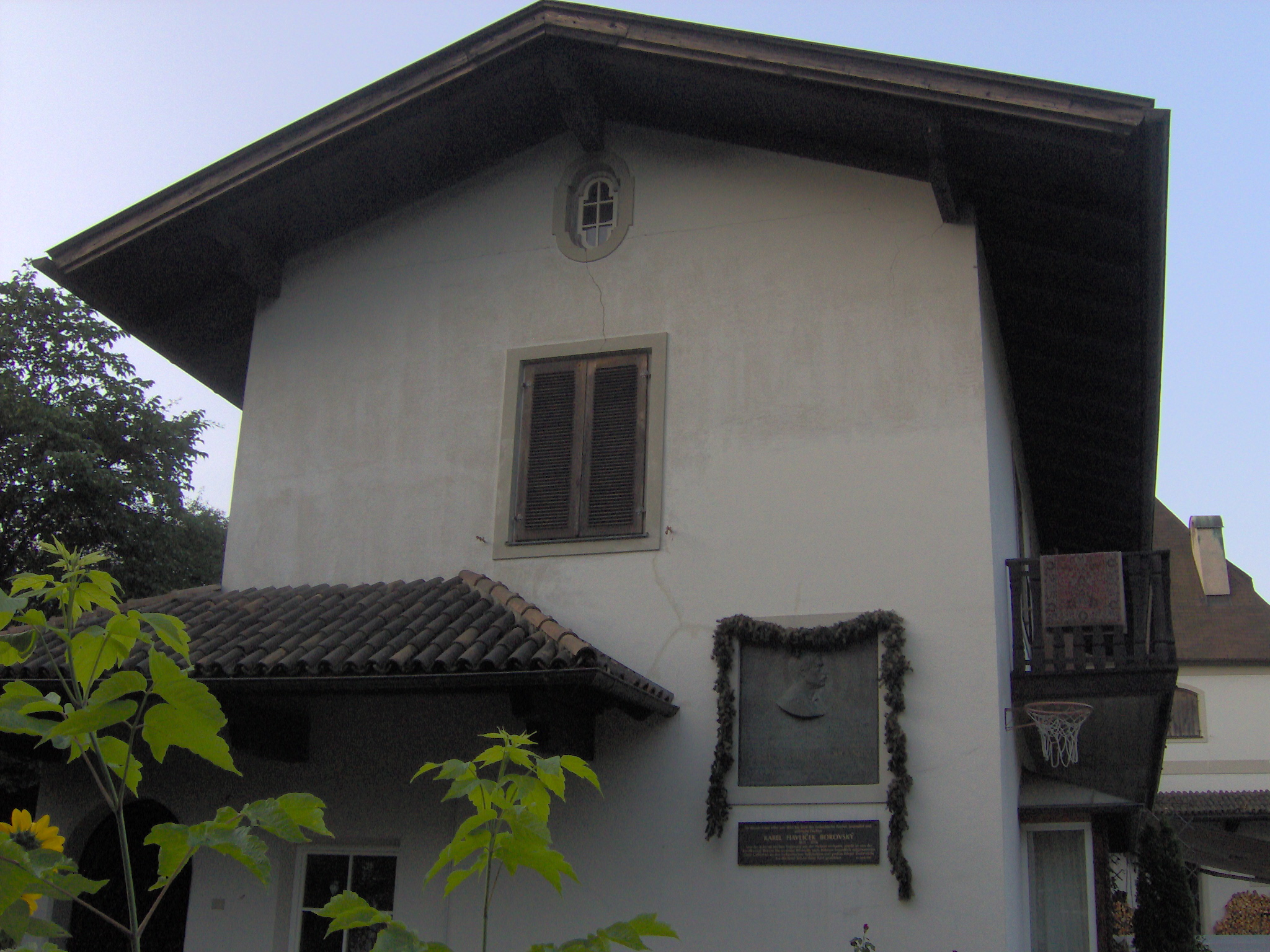
Brixen, dům, v němž Havlíčkovi žili

V Tyrolích se Havlíčkovým líbilo. Podnikali vycházky, Havlíček zahradničil, choval ptáky i včely. Havlíček byl přísný otec. Svědčí o tom i tento odstavec, který najdeme v rodinné korespondenci: „…neškodí nikdy dětem raději více přísnosti, jen když přitom vidějí lásku, že je člověk netejrá a ze zlosti jen jako by z toho vyražení měl. Tak kupř. u nás vždy jen ode mne dostane Zdenka bití, když je toho potřeba (ale moje pravidlo je: málokdy, nikdy ve zlosti, ale zato vždy až do krve, aby déle držela paměť), ona ale přece proto mne má tak ráda jako Julii, ba skoro víc.“ (Dopis bratru Františkovi, Novák: Brixenské listy, s. 52)
I v dopise matce píše: „…není rozmazlená, … dost přísně jsem ji vždycky držel a časně již metly nešetřil, podle mého pravidla, že se mají děti již v peřince začít mrskat, ale jak mají trochu rozumu, pak přestat a vésti je více rozumem než bitím. U Zdenky teď již není ani potřeba bití. … naostřuju Julii, aby mi ji tam nepokazili přílišnou dobrotou, neb to je pro děti nejhorší věc na světě.“ (LA PNP, Karel Petr Kheil, Osobní fond, Korespondence cizí, K. Havlíček Josefě Havlíčkové, Brixen 1. 1. 1855)
Zdeňka v Brixenu prodělala černý kašel. Hrála si se spoustou drahých hraček, starala se o štěně, ochočenou straku, otec ji učil číst, Zdeňka se naučila německy. Idylu ztrpčovalo jen policejní otevírání korespondence, dohled, ohlašovací povinnost. A osamělost; čeští „přátelé“ si až na malé výjimky přijet na návštěvu netroufali, v podstatě při nich stáli jen Jarošovi.
Vláda Havlíčkovi poskytovala 500 zlatých ročně, rodina si držela služebnou, jídlo jim posílali z hostince, takže doma připravovali jen snídani a někdy večeři. Horské klima ze začátku prospívalo i Juliiným souchotinám, na druhou stranu rodinné soužití zapříčinilo, že tuberkulózou onemocněl i Havlíček (a nakonec i Zdeňka).
Koncem září 1854 poslal Havlíček svou ženu přes její protesty i se Zdeňkou do Čech; nastěhovaly se opět do Brodu.

## Havlíčkova smrt a počátky mučednické legendy
Na jaře 1855 se směl Havlíček, opět díky usilovnému snažení a diplomatickému jednání svého švagra Jaroše, vrátit domů, ale svou ženu Julii už živou nezastihl, zemřela 16. dubna 1855. Čekalo ho i další kruté zklamání: přátelé a známí se, až na Němcovou a Riegra, Havlíčka stranili. Odjel tedy z Prahy do Brodu, kde zahradničil; Zdeňka zůstala u Jarošových v Praze.
V květnu 1856 bylo Havlíčkovi povoleno strávit v Praze osm dní, během nichž se podrobil lékařskému vyšetření. Zemřel 29. července 1856 u Jarošů. Jeho pohřeb 1. srpna 1856 se stal demonstrací proti absolutistickému režimu a položil základy k mučednické legendě.
Zdeňka už v té době nazývala matčinu sestru, tetu Adélu, maminkou. Pohřbu se neúčastnila, Jarošovi jí smrt jak matky, tak otce zatajili; hrob rodičů poprvé navštívila až 23. června 1861.

## Život Zdeňky u Jarošových
Následující necelé čtyři roky (1856–1860) strávila Zdeňka na okraji veřejného zájmu v rodině matčiny sestry, Adély Jarošové. Vzdělávala se pod vedením soukromého učitele a od deseti let docházela i do soukromého dívčího vzdělávacího ústavu, v němž se vyhýbala jen hodinám náboženství. Milující rodina Jarošových v té době rychle chudla. Z nedostatku financí se Jarošovi často stěhovali do stále menších, tmavších a levnějších bytů. Zdeňce však platili krom školy i domácí výuku ruštiny a hry na klavír. To, že třeli bídu s nouzí, se odráželo především na dívčině chatrném oblečení. Zdeňčin charakter však sílil, vyrůstala v nezávislou mladou ženu; obecným představám o hodné, zbožné a pasivní dívce se vymykala, metody přísného otce se naštěstí minuly účinkem.[zdroj?]
Kult Karla Havlíčka jako mučedníka rostl. V roce 1861 vydal Antonín Augusta v časopise Obrazy života Havlíčkův životopis spolu s Tyrolskými elegiemi (tehdy pod názvem Elegie brixenské), které do té doby kolovaly v opisech.. Havlíček se stával mýtem a součástí tohoto mýtu se stávala i Zdeňka.

## Národní loterie a sbírka
Již v lednu 1861 byly prodávány busty Zdeňčina otce s tím, že čistý výnos jí bude věnován.
V Národních listech byla uveřejněna 5. června 1861 výzva „upřímné Češky“ ke sbírce věcných darů pro loterii, ve prospěch věna Zdeňky Havlíčkové. Návrh nalezl podporu a tisk pak pravidelně informoval o věcných darech pro tuto loterii, kterých se sešly řádově tisíce. Též byl založen veřejný účet nadace Zdeňky Havlíčkové a o příspěvcích a dárcích byla veřejnost informována tiskem.
Majetek Zdeňky Havlíčkové byl po zahrnutí výnosu veřejné sbírky a loterie ohodnocen na konci roku 1864 na více než 32 000 zlatých. Z úroků měly být hrazeny „náklady na výživu a vychování“, jednu třetinu měla Zdeňka obdržet po sňatku jako věno (tato třetina jí měla být vyplacena i jako svobodné po dosažení věku 30 let).

## Kult „dcery národa“
V únoru a květnu 1863 se teta Adéla Jarošová pro nesplácení dluhů dostala dvakrát do vězení. Dluhy Antonína Jaroše přesahovaly dle soudního spisu jeho majetek. Za nového poručníka byl ustanoven František August Brauner, který v červenci 1862 navrhl umístění děvčátka do rodiny univerzitního knihovníka dr. Ignáce Jana Hanuše (1812–1869), otce pěti dcer.

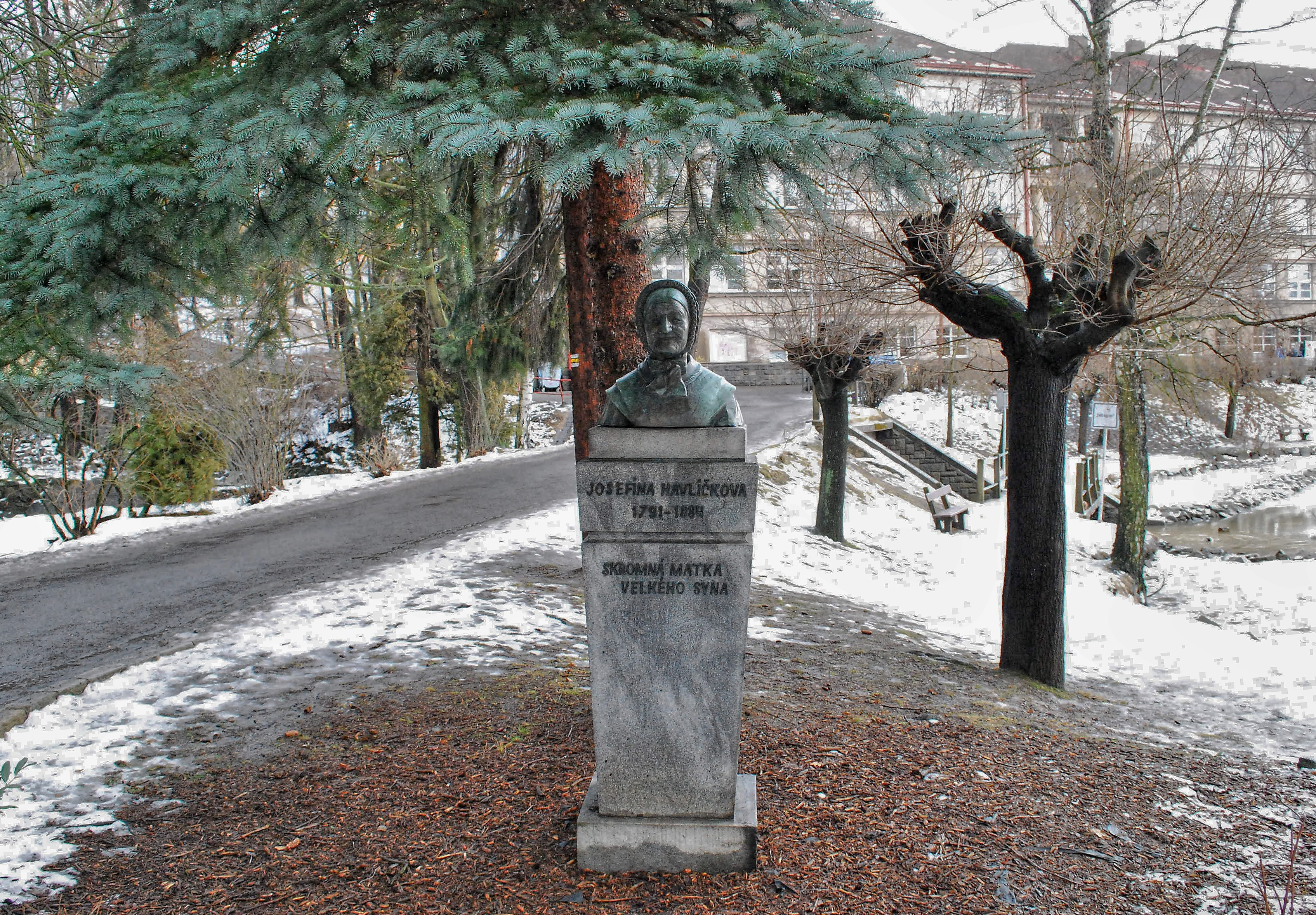
Pomník Zdeňčiny babičky, Havlíčkův Brod

Adéla se rozhodla o neteř bojovat, ta opustit Jarošovy rovněž nechtěla ( „…teď najednou začnou se o mne starat, a dřív to o mě žádný nevěděl. Zahynouti bych musela, kdyby mě Jarošovic nebyli vzali k sobě a co na mě obětovali, tuším je ti známé…“ píše v dopisu babičce Josefě Havlíčkové v létě 1863).
Šťastná u Hanušových nebyla,[zdroj?] často proto pobývala u Braunerů. Nastoupila do Vyšší dívčí školy, založené roku 1863. V 1. ročníku zameškala 215 hodin, ve druhém 110 a 19 neomluvených, ve třetím (v roce 1865) dospěla k 2 omluveným a 158 neomluveným hodinám. Postonávala. Diagnostikovali jí počínající tuberkulózu.
Počátkem roku 1866 (Zdeňce bylo 18 let) se nastěhovala k Braunerovým, rodičům dalších čtyř dětí ve věku 8 až 13 let. Kult „dcery národa“ vrcholil. Ze Zdeňky se stala elegantní mladá žena (během roku 1868 si koupila patery boty, dvoje šaty, jedny si dala přešít a jedny obarvit; roku 1869 si dala ušít šestery šaty a koupila čtyři páry bot. Chodila do divadla, na koncerty, výstavy, plesy, do lázní, docházela do Amerického klubu dam, nechávala se uctívat a podepisovala se jako „dcera národa českého“, pomalu zapomínajíc na Jarošovy i babičku v Brodu.[zdroj?]

## Láska ke Quidonu Battagliovi
Obletovaná Zdeňka prožila několik lásek, z nichž nejhlubší ji vázala k hraběti Václavu Kounicovi, nejvášnivější k baronu Quidu Battagliovi a nejrozumnější k statkáři Antonínu Svobodovi.
Dvacetiletý rakouský důstojník polského původu, Quido Battaglia (1846–1915), byl osmnáctileté Zdeňce představen 4. února 1867. Byla to láska na první pohled. Baron byl polský vlastenec ve službách rakouské armády. A ačkoli se učil česky a sám sebe prohlašoval za čechofila, českou společnost nepřesvědčil; zůstávala silně protipolská.
Ani jeden se nemohl radovat ze souhlasu rodičů či zákonných zástupců. Rozhodli se tedy svou lásku zveřejnit sami: tři dny po sobě se – Zdeňka zavěšena do důstojníka – před polednem objevili na korze Na Příkopech. Reakce české vlastenecké veřejnosti byla hysterická; uctívaná a hýčkaná dívka byla rázem zavržena.
Když paní Braunerová odvezla Zdeňku z Prahy, začalo se mluvit o dívčině útěku s důstojníkem a jejím těhotenství. V dubnu 1867 se oba zamilovaní rozešli. Battaglio se stal úředníkem ve Lvově a později se oženil. O skandálu, jaký jeho vztah ke Zdeňce Havlíčkové způsobil, údajně do pokročilého věku nevěděl.

## Po rozchodu s Quido Battagliou

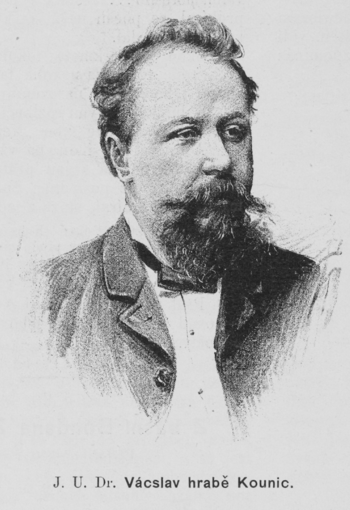
Hrabě Václav Kounic

Na pozvání Aloise Pravoslava Trojana žila Zdeňka Havlíčková v letech 1867–1870 v Trojanově rodině v Rakovníku.
Zdeňka se snažila znovu stát hodnou svého jména („…každý člověk je křehký tvor, všem chybám velmi přístupný, avšak né stejně se chyby posuzují“, napsala paní Augustě Braunerové). Navštěvovala s Aloisem Trojanem Prahu (studenti ji však na plese ignorovali, nikdo s ní netančil), podnikla výlet do Drážďan, pomáhala paní Trojanové s domácími pracemi, jimž propadla, zdokonalovala se v šití na stroji.
Václav Kounic se choval soucitně, laskavě, naléhal na sňatek. Zdeňka odmítla, rozhodla se provdat za statkáře z Vysokého Mýta Antonína Svobodu (1840–1914). Rakovník opustila v červenci 1870 a zamířila do Německého Brodu (dnes Havlíčkův Brod). V květnu 1871 se definitivně rozešla s Kounicem, ale vyslovila přání, aby jeho dopisy byly uloženy k ní do hrobu.

## Nemoc a smrt

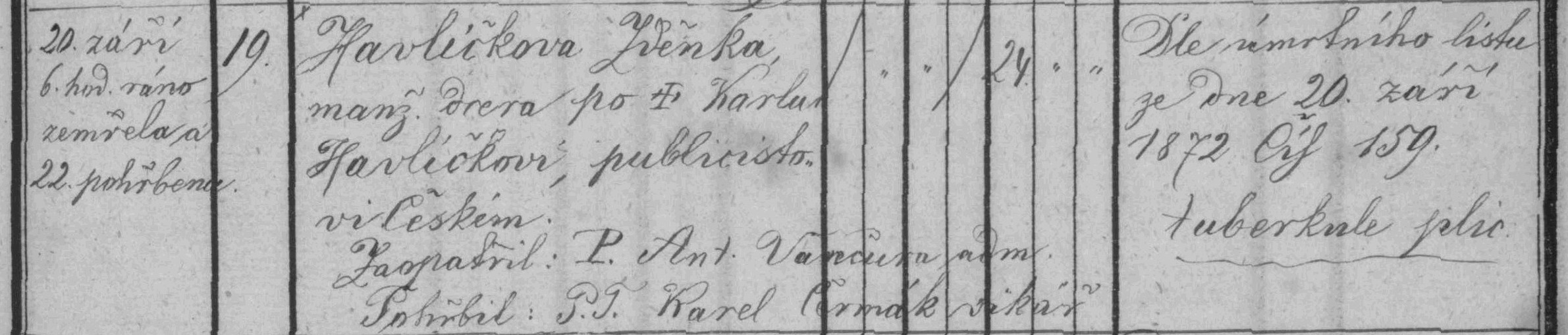
matriční záznam o úmrtí a pohřbu Zdeňky Havlíčkové (matrika Z 1844-1880 Německý (Havlíčkův) Brod (SOA Zámrsk))

Od července roku 1870 žila Zdeňka v Německém Brodu u babičky a tety Johany. Za svou někdejší učitelkou ruštiny Josefínou jezdívala do Počátek, hrála na klavír, šila na stroji a zajímala se o kulturní dění v Praze. Předplatila si v němčině vydávaný deník Politik, zahradničila.
V červnu roku 1871 sepsala závěť.
V lednu 1872 požádal poručník o prohlášení Zdeňky za zletilou (rakouský občanský zákoník stanovil hranici zletilosti na 24 let); Zdeňka se měla vdávat za Antonína Svobodu. Zásnuby se konaly počátkem roku 1872, ale brzy po nich Zdeňka ulehla. V červnu se jí přitížilo, a tak napsala novou závěť, v níž odkázala veškeré jmění tetě Johaně; třem potomkům tety-maminky Adély Jarošové nechala po 100 zlatých a 300 zlatých měla dostat sestřenice Pavlína. Piano věnovala Antonínu Svobodovi (v Zámrsku). V srpnu ji v Brodu navštívil mladý Boleslav Trojan, v září bývalý poručník Brauner, který chtěl doladit pozůstalost: o tři dny později vydechla Zdeňka naposledy.
Dopisy Václava Kounice a prsten, který jí věnoval, jí do rakve nedali; skončily dílem v Literárním archivu Památníku národního písemnictví v Praze a dílem v havlíčkobrodském muzeu.
Učitelka Josefína (provdaná Brdlíková) pojmenovala svou dceru Zdeňka, sama „dcera národa“ však zůstala pro většinu veřejnosti až do počátku 20. století „zrádkyní, nešťastnou a nevyrovnanou, dívkou nejprve vynesenou k nebi a poté z něj svrženou“.
Zdeňka Havlíčková je pochována v hrobě rodičů svého otce v Havlíčkově Brodu.

## Odraz v kultuře
Literatura
- 1890 – Teréza Nováková: Maloměstský román
- 1907 – Růžena Jesenská: Legenda ze smutné země
- 1907 – Cyril Merhout: Zdeňka Havlíčková : „Dcery národa“ trnitá cesta životem (1907)[21]
- 1999 – Vladimír Macura: Medikus (fiktivní parodický příběh, ve kterém hrdina usiluje, aby ex-císař Ferdinand Zdeňku adoptoval)
- 2009 – Miloš Smetana: Zakázaná láska
- 2013 – Milena Lenderová: Dcera národa? : tři životy Zdeňky Havlíčkové

Divadlo
- 1933 – Vilém Skoch: Dcera národa. Panna ve skleněném domě.
- 1988 – Jindřich Fairaizl: Dcera národa

Film a televize
- Dcéra národa: Příběh lásky Zdeňky Havlíčkové – nerealizovaný filmový scénář Josefa Neuberga, psán 1934–1937[22] v návaznosti na film Karel Havlíček Borovský z roku 1931[23]
- Dcera národa – nerealizovaný filmový scénář Jiřího Weisse, Stanislav Budín a Zdeňka Štěpánka z roku 1952[24]
- Dcera národa – televizní film Československé televize z roku 1990, scénář a režie Jindřich Fairaizl (podle jeho divadelní hry)[25]
- Dcera národa – televizní seriál streamovací platformy Canal+ z roku 2024[26]